# Arcangues
Arcangues é uma comuna francesa na região administrativa da Nova Aquitânia, no departamento dos Pirenéus Atlânticos. Estende-se por uma área de 17,52 km². Em 2010 a comuna tinha 3 269 habitantes (densidade: 186,6 hab./km²).